# Sous les ponts
Pour plus de détails, voir Fiche technique et Distribution.
Sous les ponts (titre original : Unter den Brücken) est un film allemand réalisé par Helmut Käutner et sorti en 1946. Mélodrame tourné en octobre 1944, il s'agit d'un des tout derniers films produits par l'Allemagne nazie.

## Synopsis
Willy et Hendrik sont deux amis célibataires. Mariniers, ils exploitent une péniche sans moteur qui sillonne le nord de l'Allemagne, en regardant les filles sur les ponts au-dessus d'eux et chantant des chansons. Chacun à la recherche de l'âme-sœur, ils font la cour parfois à la même fille, comme la serveuse Vera. Mais un soir, Hendrik voit une femme jeter un billet de 10 mark depuis un pont. De prime abord mystérieuse et rétive, elle finit par accepter de monter à bord de leur péniche. Sa présence va transformer la vie des deux amis.

## Fiche technique
- Titre : Sous les ponts
- Titre original : Unter den Brücken[2]
- Réalisation : Helmut Käutner
- Scénario : Helmut Käutner[1], Walter Ulbrich, adapté d'un manuscrit de Léo de Laforgue : Sous les ponts de Paris[3]
- Société de production : Terra-Filmkunst et UFA
- Directeur de production : Walter Ulbrich
- Photographie : Igor Oberberg
- Décors : Jupp Büttgen, Hans Ender et Anton Webber
- Costumes : Carl Balkie, Max König et Berta Schindler
- Montage : Wolfgang Wehrum
- Pays de production :  Reich allemand
- Format : Noir et blanc - format 4/4 - Son : Mono
- Genre : Mélodrame
- Durée : 99 minutes
- Dates de sortie :
  - Suisse : juillet 1946 : première au 1er festival de Locarno
  - Allemagne de l'Ouest : 15 septembre 1950

## Distribution
- Hannelore Schroth : Anna Altmann
- Carl Raddatz : Hendrik Feldkamp
- Gustav Knuth : Willy
- Ursula Grabley : Vera, la serveuse
- Margarete Haagen : la gouvernante
- Hildegard Knef : jeune fille à Havelberg
- Walter Gross : l'homme sur le pont
- Helmut Helsig (de) : Muhlke, le propriétaire du café
- Erich Dunskus : Holl, capitaine du remorqueur
- Klaus Pohl : le gardien de musée

## Tournage et exploitation
Ce film a été tourné en Allemagne en octobre 1944. La première a eu lieu à Locarno, en juillet 1946.